# Ед Гин
Ед (Едвард) Теодор Гин (27. август 1906 - 26. јул 1984), такође познат као и Кољач из Плејнфилда, је био амерички серијски убица. Убиства почињени у околини његовог родног града Плејнфилда, Висконсин, су прикупили широку пажњу након што су власти откриле да је Гин, откопавао лешеве и правио трофеје од њихових костију и коже.

## Биографија
Рођен је у држави Висконсин. Отац, Џорџ, био је насилни, незапослени алкохоличар, а мајка, Аугуста, фанатични протестант. Његова мајка је презирала њиховог оца али се није растајала због строгих религијских уверења. Џорџ је поседовао локалну продавницу неколико година, али је продао тај бизнис и купили су фарму у Плејнфилду, која им је убрзо постала стални дом. Није имао пријатеље, излазио је из куће само да би отишао у школу.
Други ученици су га злостављали у школи, првенствено због муцања. Упркос томе, био је добар ученик, посебно успешан у читању.

## Злочини
Гин је признао убиство Мери Хоган, која се водила као нестала од 1954. године, њена глава је пронађена у Едвардовој кући. Касније је негирао да се сећа детаља њене смрти.
Јутра 16. новембра 1957 пријављен је нестанак Бернис Ворден. Истог дана нађено је обезглављено тело на Гиновом имању. Убрзо је ухапшен.
Када је испитиван, Гин је истражитељима рекао да је између 1947. и 1952. направио чак 40 посета локалним гробљима за ексхумацију недавно покопаних тела. Касније је од лешева правио одело.